# Peter Autschbach
Peter Autschbach (Siegen, 19 september 1961) is een Duitse jazzgitarist, -componist en muziekpedagoog.

## Biografie
Peter Autschbach leerde voor het eerst gitaar spelen als autodidact, in 1988/1989 was hij privé-gitaarstudent van Joe Pass. In 1990 studeerde hij af met een diploma jazz aan de muziekuniversiteit van Keulen. Vervolgens werkte hij als muzikale dienstverlener om zijn eigen stukken te kunnen componeren en publiceren: Tussen 1995 en 2005 werkte hij als gitarist in ongeveer 1000 shows in de rockopera Tommy van gitarist Pete Townshend van The Who. Daarna was hij gitarist bij musicals zoals Cabaret (2002) of West Side Story (2004) in het Theater Dortmund. Later was hij gitarist bij de Queen Show We Will Rock You in Keulen en Wenen. De formatie Terminal A van Peter Autschbach toert sinds 1998 in binnen- en buitenland. Peter Autschbach gaf ook solo en in samenwerking met Barbara Dennerlein, Philip Catherine, Ramesh Shotham, Martin Kolbe, Dave Goodman, Jacques Stotzem, Joscho Stephan en Ulli Bögershausen concerten. Autschbach speelt sinds 2009 in een duo met zangeres Samira Saygili. Hij werkt sinds 2010 samen met gitarist Ralf Illenberger, beide duo's hebben sindsdien honderden concerten gegeven. In 2020 startte Gypsyjazzgitarist Joscho Stephan een gitaarduo met Peter Autschbach, dat aanvankelijk te horen was tijdens enkele onlineconcerten en later tijdens liveoptredens. De twee brachten in 2021 hun album "Sundowner" uit. In 2022 werd de band TA2 opgericht met violiste Marta Danilkovich, bassist Nico Deppisch en drummer Jan Melnik. Peter Autschbach creëerde de composities voor het kwartet, dat op 6 augustus 2022 in première ging, met percussionist José Cortijo als gast.
Sinds 2025 exploiteert Autschbach een e-learningplatform over het onderwerp jazzgitaar in het Duits en Engels.

### Werken
Sinds 1998 zijn de composities van Peter Autschbach opgenomen op 15 cd's in verschillende instrumentaties, van sologitaar tot orkest. De Amerikaanse gitaarfabrikant Larrivée ontwikkelde in 2013 een elektrische gitaar volgens de ideeën van Autschbach, het "Autschbach-model". Larrivée bracht Peter Autschbachs idee van een nieuw type pickup met offset humbuckers in de praktijk. De meester-gitaarbouwer Johannes Striebel uit Wolfratshausen eerde de muzikant ook met vier verschillende handtekeningenseries van Autschbach. Als sologitarist en vertolker van zijn fingerstyle-composities werd Peter Autschbach uitgenodigd voor een tournee door Singapore (2011, 2012 en 2019) en Japan (2014 en 2017). Samen met gitarist Ralf Illenberger zijn drie cd's uitgebracht met composities van de twee artiesten. In 2017 creëerde Peter Autschbach de muziek, tekst en arrangementen voor het nummer We are democracy als een compositieopdracht van de vakbond IG Bergbau, Chemie, Energie. Het stuk ging in première met de zangeressen Samira Saygili en Sabine Kühlich en meer dan 60 betrokken musici op 8 oktober 2017 in Hannover voor de opening van het IG-BCE-vakbondscongres. Het Japanse label Da Vinci bracht in april 2018 het solo jazzgitaaralbum Begin At The End van Peter Autschbach uit. In november 2018 was hij te horen met Samira Saygili als onderdeel van de "International Guitar Night"-toer van Peter Finger. De twee presenteerden hun duo-album Sweeter Than Honey, dat eind 2018 uitkwam. Op 14 december 2019 won het duo Saygili-Autschbach de eerste prijs in de categorie «Beste zanger» en een prijs in de speciale categorie «Beste gitarist» met het nummer Holobiont (muziek: Peter Autschbach, tekst: Samira Saygili) bij het evenement Deutscher Rock und Pop Preis.

### Leerboekauteur en muziekdocent
Autschbach geeft sinds 1990 les aan de muziekschool in Lennestadt, leidt gitaarworkshops in Duitsland, Europa en Azië en heeft 17 leerboeken voor gitaar en gitaarscholen gepubliceerd. Hij ontwikkelde nieuwe didactische methoden die door veel docenten worden gebruikt, zoals gitaarboek Let's Rock voor elektrische gitaar en de tweedelige akoestische gitaarschool Rock On Wood. Het leerboek Gitarre lernen mit Zacky und Bob voor kinderen vanaf 8 jaar, uitgegeven door Schott Music in 2016, leert je vanaf het begin de gehele hals te bespelen, zodat je de gitaar als geheel kunt ervaren. Hiervoor componeerde Autschbach 90 gemakkelijk te bespelen gitaarstukken voor dit tweedelige werk, geïllustreerd door de graficus Selina Peterson. Er zijn verklarende video's voor elk stuk op een homepage voor het boek. Sinds 1999 schrijft Peter Autschbach zijn eigen composities voor de "Fingerstyle Jazz"-serie voor het vakblad Acoustik Guitar. Sinds 2011 is hij ook werkzaam als gitaardocent voor de columns Acoustic Rock en Guitar Hero voor het workshopblad Acoustic Player.

### Als componist
Autschbachs composities vormen een groot deel van zijn oeuvre. Zijn debuutalbum Chasing The Beat bevatte al alleen zijn eigen composities. Peter Autschbach heeft decennialang zijn eigen tonale taal ontwikkeld, die elementen uit jazz, blues, rock en Latijns-Amerikaanse muziek bevat. Onverwachte modulaties en ritmeveranderingen zorgen voor verrassingen, maar de muziek met zijn zingbare melodieën blijft altijd tonaal en kan dus ook door minder ervaren luisteraars worden begrepen en gewaardeerd. Autschbachs interpretaties van bekende werken worden door reharmonisatie en vaak door nieuwe ritmes geïntegreerd in de herkenbare stilistiek van hun eigen composities.

## Discografie
- 1998: Chasing the Beat (cd)
- 2000: Under The Surface (cd)
- 2002: Feelin' Dunk (cd) met Barbara Dennerlein - Hammondorgel
- 2004: Pass It on (cd) (een tribute aan Joe Pass)
- 2006: Transcontinental (cd) Peter Autschbachs Terminal A
- 2009: Summer Breeze (cd)
- 2012: No Boundaries (cd) Peter Autschbach & Ralf Illenberger
- 2014: You and Me (cd)
- 2014: Songs From the Inside (cd) met Martin Kolbe
- 2014: One Mind (cd) Peter Autschbach & Ralf Illenberger
- 2017: Slow Motion (cd)
- 2017: Wir sind Demokratie (cd) Peter Autschbach
- 2017: Zero Gravity (cd) Peter Autschbach & Ralf Illenberger
- 2018: Begin At The End (cd) Peter Autschbach
- 2018: Sweeter Than Honey (cd) Samira Saygili & Peter Autschbach
- 2021: Sundowner (cd, Vinyl-LP) Peter Autschbach & Joscho Stephan
- 2023: TA2 (cd) Peter Autschbach's TA2
- 2024: Reflections (cd, Vinyl-LP), Peter Autschbach

## Geschriften
- 2001: Gitarre Pur Band 1, leermateriaal in verschillende stijlen, leerboek met cd, akoestische muziekboeken
- 2003: Gitarre Pur Band 2, leermateriaal in verschillende stijlen, leerboek met cd, akoestische muziekboeken
- 2008: Let’s Rock, elektrische gitaarschool, leerboek met cd, akoestische muziekboeken
- 2009: Improvisation Vol. 1, leerboek met dvd, Fingerprint
- 2009: Improvisation Vol. 2, leerboek met dvd, Fingerprint
- 2010: On Stage, Autschbach-composities met cd, Acoustic Music Books
- 2011: Rock on Wood Band 1, leerboek voor akoestische rock met dvd, akoestische muziekboeken
- 2011: Best of Martin Kolbe + Ralf Illenberger, composities voor 2 gitaren, akoestische muziekboeken
- 2011: Theorie-Basics für Gitarristen Vol.1, harmonieleer zonder noten met dvd, Fingerprint
- 2011: Theorie-Basics für Gitarristen Vol.2, harmonieleer zonder noten met dvd, Fingerprint
- 2012: All in One - Rock Guitar Solos met cd, akoestische muziekboeken
- 2013: All in One - Blues Guitar Solos met cd, akoestische muziekboeken
- 2015: Rock on Wood Band 2, leerboek voor akoestische rock met dvd, akoestische muziekboeken
- 2016: Gitarre lernen mit Zacky und Bob Band 1 met cd, gitaarleerboek voor kinderen, Schott Music, Illustratie: Selina Peterson
- 2017: Gitarre lernen mit Zacky und Bob Band 2 met cd, gitaarleerboek voor kinderen, Schott Music, Illustratie: Selina Peterson
- 2018: Meine Lieblingsstücke, Autschbach-composities met cd, Fingerprint
- 2019: Das Songbuch von Zacky und Bob 15 auditie stukken met online audiobestanden, Schott Music, Illustration: Selina Peterson
- 2021 Jazzgitarrenbu.ch, Jazzgitaar lesboek, bladmuziek, tabulatuur en online video's, Schott Music
- 2023 E-Gitarre lernen mit Zacky und Bob, Video gitaarschool voor lessen vanaf 6 jaar, Schott Music, Illustration: Selina Peterson

## Tijdschriftberichten
- sinds 1999: Workshop Fingerstyle Jazz in Akustik Gitarre
- sinds 2011: Workshop Acoustic Rock en Guitar Hero in Acoustic Player

## Weblinks
- Homepage van Peter Autschbach
- www.Jazzschule.de, e-learning platform voor jazzgitaar
- Homepage “Peter Autschbach's TA2”

- Gemeinsame Normdatei: 135140226
- International Standard Name Identifier: 0000 0000 5712 5593
- MusicBrainz: 29a43b23-f927-4570-84a5-ed0c4aa6c654
- Nederlandse Thesaurus van Auteursnamen: 352088559
- Virtual International Authority File: 79987692
- WorldCat: E39PBJtX4Ch4bDPhxCGHp4bjmd